# 청송 평산신씨 판사공파 종택과 분가 고택
청송 평산신씨 판사공파 종택과 분가 고택(靑松 平山申氏 判事公派 宗宅과 分家 古宅)은 대한민국 경상북도 청송군 파천면 중평리에 있는 조선시대의 가옥이다. 2014년 6월 19일 대한민국의 국가민속문화재 제282호로 지정되었다.

## 지정 사유
평산신씨 판사공파 종택과 서벽고택 및 사남고택은 종택을 중심으로 종법적 질서 규범에 따라 서측으로 차례로 자리한 배치유형을 통해 분가시 터를 잡는 방법을 살필 수 있는 중요한 자료이다.
세 가옥의 건축평면 구성은 지역적 특성과 각자 나름의 독자성을 지니고 있을 뿐 아니라, 대지의 형상에 따른 건축구조 수법과 지붕구성 방법도 지역의 건축특성을 잘 보여준다.
지역 사대부 저택의 대표적 주거문화유산으로 물촌(勿村) 신종위(申從胃, 1501∼1583) 선생 영정, 사남문집, 시헌서 등 기탁한 유물은 조선시대 예학과 사회사 연구에 중요한 자료이다.

## 지정 내용
| 번호      | 사진 | 문화재명                                                                                               | 비고 |
| --------- | ---- | --- | ---- |
| 제282-1호 |      | 평산신씨 판사공파 종택 (平山申氏 判事公派 宗宅) (Head House of Pansa Branch of the Pyeongsan Sin Clan) |      |
| 제282-2호 |      | 서벽 고택 (棲碧古宅) (Seobyeok Historic House)                                                         |      |
| 제282-3호 |      | 사남 고택 (泗南古宅) (Sanam Historic House)                                                            |      |

## 건축물
| 명 칭                  | 명 칭  | 시 대           | 구조/형식/형태                                | 크기/수량 | 소유자              | 비고 |
| ---------------------- | ------ | --------------- | --------------------------------------------- | --------- | ------------------- | ---- |
| 평산신씨 판사공파 종택 | 본채   | 조선시대 (1705) | 목구조 3량가, 정면7칸×측면5칸, ㅁ자형         | 128.07㎡  | 평산신씨 풍호파종중 |      |
| 〃                     | 별채   | 조선시대 (1784) | 목구조 5량가, 정면5칸×측면3칸, ㅡ자형         | 66.12㎡   | 〃                  |      |
| 〃                     | 대문채 | 조선시대        | 목구조 3량가, 정면5칸×측면1칸, ㅡ자형         | 26.50㎡   | 〃                  |      |
| 〃                     | 사당   | 조선시대        | 목구조 3량가, 정면3칸×측면1칸, ㅡ자형         | 16.38㎡   | 〃                  |      |
| 〃                     | 서당   | 조선시대        | 목구조 3량가, 정면3칸×측면2칸, ㅡ자형         | 46.75㎡   | 〃                  |      |
| 〃                     | 영정각 | 조선시대        | 목구조 3량가, 정면1칸×측면1.5칸, ㅡ자형       | 7.28㎡    | 〃                  |      |
| 〃                     | 아래채 | -               | 목구조 3량가, 초가, 정면1칸×측면1.5칸, ㅡ자형 | 34.65㎡   | 〃                  |      |
| 서벽 고택              | 본채   | 조선시대 (1739) | 목구조 3량가, 정면6칸×측면4칸, ㅁ자형         | 105.60㎡  | 신효승              |      |
| 사남 고택              | 본채   | 조선시대        | 목구조 3량가, 정면5칸×측면4칸, ㅁ자형         | 114.40㎡  | 신재명              |      |
| 〃                     | 헛간채 | -               | 목구조 3량가, 초가 정면3칸×측면1칸, ㅡ자형    | 29.16㎡   | 〃                  |      |

## 사건 사고
2019년 8월 8일 청송 평산 신씨 판사공파 종택 중 별채 1동이 8일 보수공사 중 폭삭 무너졌다. 지난 2017년부터 서까래를 해체하고 지붕공사를 마무리 지은 상태에서 가설덧집을 해체하고 기단 터파기 공사를 하던 도중 건물이 붕괴됐다.

## 참고 자료
- 청송 평산신씨 판사공파 종택과 분가 고택 - 국가유산청 국가유산포털